# Браун, Лили
Лили Браун (нем. Lily Braun, урождённая Амалия фон Кречман (нем. Amalie von Kretschmann); 2 июля 1865 года — 8 августа 1916 года) — немецкая писательница, социалистка и феминистка, деятельница Социал-демократической партии (СДПГ).

## Биография
Родилась в Хальберштадте в прусской провинции Саксония в семье генерала от инфантерии прусской армии Ганса фон Кречмана и его жены Дженни, урожденной фон Густедт (1843—1903). Её бабушка по материнской линии, писательница Женни фон Густедт (1811—1890), была внебрачной дочерью Жерома Бонапарта, брата Наполеона и короля Вестфалии, и его любовницы Дианы Рабе фон Паппенхайм. Племянница Лили Браун, Марианна фон Кречман вышла замуж за Рихарда фон Вайцзеккера, президента Германии с 1984 по 1994 год.
Воспитанная в соответствии с «прусскими добродетелями» порядка и дисциплины, она, тем не менее, под влиянием бабушки выросла прямой и открытой личностью. С раннего возраста она стала подвергать сомнению буржуазные ценности своих родителей, а также угнетённое положение женщин в прусском обществе. Когда ее отец вышел на пенсию в 1890 году, она стала обеспечивать себя самостоятельно, живя на заработки, полученные от издания работ по истории литературы.
Вырвавшись из аристократически-консервативной среды, она примкнула к т. н. «этическому движению», которое стремилось установить систему морали вместо традиционных религий. С 1893 года Лили Браун была ненадолго замужем за его руководителем, профессором философии в Университете Фридриха-Вильгельма в Берлине профессором Георгом фон Гижицким — основателем «Общества этической культуры». который был связан с социал-демократической партией, однако не был её членом. Она заинтересовалась идеями социализма и феминизма, работая журналисткой в женской газете «Die Frauenbewegung».
Ещё до своего официального вступления в СДПГ она написала несколько сочинений, посвященных женскому вопросу. Главные её работы в этой области: «Die Frauenfrage» (рус. перевод «Женский вопрос, его историческое развитие и его экономическая сторона», 1904), «Frauenarbeit und Hauswirtschaft» («Женский труд и домашнее хозяйство», 1896), «Die Politik und die Frauen» («Политика и женщины», 1904).
После смерти первого мужа в 1896 году она вышла замуж за социал-демократического политика и публициста Генриха Брауна, с которым совместно издавала реформистский журнал «Die Neue Gesellschaft». Их сын — поэт Отто Браун — был убит на Западном фронте в последние месяцы Первой мировой войны.
Лили Браун присоединилась к СДПГ в раннем возрасте и стала одним из лидеров немецкого феминистского движения. Внутри партии она принадлежала к ревизионистскому крылу, отвергавшему теорию исторического материализма и социалистическую революцию, и предпочитала культурную деятельность классовой борьбе. Её попытки стать посредницей между пролетарскими и буржуазными феминистскими кругами подвергались резкой критике. Аналогичным образом были отклонены и её предложения о совмещении семьи и трудовой жизни.
Её ответы на женский вопрос критиковались социалистическими феминистками, включая Клару Цеткин, в то время как круги среднего класса находили её идеи слишком радикальными. По словам статьи в I издании БСЭ, «Эстетически-интеллигентский подход к социальным проблемам мешал ей тесно связаться с массовым рабочим движением. Примкнув к реформистскому крылу германской социал-демократии, она не могла найти общего тона и с этими своими партийными единомышленниками».
Тогдашние взгляды Браун нашли отражение в её «Искателях жизни» (1907) и особенно в двухтомных «Мемуарах социалистки» («Memoiren einer Sozialistin», 1909—11; 1-й рус. перевод — «Роман моей жизни», в «Вестнике иностранной литературы» и в «Русской мысли» за 1910, отдельно изданы в Петрограде в 1919 году), вызвавших критику со стороны социал-демократической печати.
Окончательно разочаровавшись в политической деятельности, Браун обратилась к литературе. В нашумевшем романе «В тени титанов» (1908), написанном на основе жизни её бабушки-писательницы, писательница изображает культурную жизнь в Веймаре времен Гёте. В 1912 году вышел её роман «Die Liebesbriefe einer Marquise» (русский перевод «Письма маркизы», Петроград, 1919), изображающий нравы дворянства накануне Великой французской революции. Роман написан в форме писем, первое из которых датировано 16 июня 1771 года, последнее — 6 августа 1789 года. По мнению критики, в романе Браун обнаружила крупное литературное мастерство, детальное знание эпохи, умение анализировать человеческие переживания.
Тяжело переживавшая за судьбу своего сына Лили Браун скончалась в Целендорфе (ныне часть Берлина) от последствий инсульта в возрасте 51 года. После её смерти её второй муж Генрих Браун женился на Джули Браун-Фогельштейн, выступившей также редактором собрания сочинений Лили Браун.